# Eduardo Ramos Verde
Eduardo Ramos Verde (San Cristóbal de la Laguna, 13 de març de 1967) és un exfutbolista canari, que ocupava la posició de davanter.

## Trajectòria
Sorgeix del planter del CD Tenerife, amb qui debutaria a Segona Divisió a la campanya 87/88, jugant 4 partits. Després d'un any al Marino, hi retorna al Tenerife, ara a primera divisió. A la 89/90 hi disputa 20 partits i marca un gol.
Al juny del 1990, un gol seu va donar la permanència al CD Tenerife en la promoció de descens. Els canaris s'enfrontaven al Deportivo de La Corunya, i després de l'empat a zero a l'anada, el gol d'Eduardo Ramos va ser, a les postres, decisiu perquè els tinerfenys estigueren un any més a la màxima categoria. Eixe gol, però, no li va donar la titularitat, i la temporada 90/91 disputa 21 partits i marca un altre gol.
Sense continuïtat al Tenerife, a l'estiu de 1991 fitxa per la UD Las Palmas, amb qui baixa a Segona B. La temporada 92/93 milita al modest Realejos abans de retornar a l'equip grancanari, mentre que la temporada 96/97 recala al Gáldar. Posteriorment fitxa per la Universidad de Las Palmas CF, amb qui retorna a jugar a Segona Divisió a la temporada 00/01, encara que només 9 partits.